# Bernd Spier
Bernd Spier (Ludwigslust, 6 april 1944 – 30 december 2017) was een Duitse schlagerzanger.

## Carrière
Bernd Spier was de zoon van dirigent Robby Spier, die was verbonden aan het Hessischer Rundfunkorchester in Frankfurt am Main. Hij begeleidde als backgroundmuzikant dikwijls de radio-uitzending Frankfurter Wecker, waarin ook Peter Frankenfeld en Hans-Joachim Kulenkampff optraden, waardoor hij bij de gevestigde platenmaatschappij in beeld kwam. Zijn eerste single Heut' bei mir werd echter een flop. Het succes kwam met de door Hans Bertram geproduceerde song Das kannst du mir nicht verbieten in 1963.
De opkomende beatmuziek echter speelde de zanger danig parten en na een kleine comeback in 1969 met Pretty Bellinda waren er voor hem haast geen successen meer te behalen in de schlagerbusiness. Deels fungeerde Charly Caputnic Gottschalk als zijn manager.
Bernd Spier leefde tot 2005 als freelance-producent in Rödermark in het stadsdeel Waldacker. Na zijn carrière als schlagerzanger werkte hij als makelaar.
Bern Spier overleed eind 2017 aan een hartaanval.

## Discografie

### Singles
| Single met eventuele hitnotering(en) in de Nederlandse Top 40 | Datum van verschijnen | Datum van binnenkomst | Hoogste positie | Aantal weken | Opmerkingen |
| ------------------------------------------------------------- | --------------------- | --------------------- | --------------- | ------------ | ----------- |
| Das war mein schönster Tanz                                   | 1965                  | 13-02-1965            | 25              | 9            |             |

## Discografie

### Albums
- 1964: Danke schön
- 1970: Candida

### Compilaties
- 1981: Unvergessene Hits
- 1992: Ohne ein bestimmtes Ziel

### Singles
- 1963: Das kannst du mir nicht verbieten
- 1964: Schöne Mädchen muß man lieben
- 1964: Memphis Tennessee
- 1965: Das war mein schönster Tanz
- 1965: Einmal geht der Vorhang zu
- 1965: Und dann … (And Then)
- 1965: Glocken klingen leis', ganz leise
- 1966: Der neue Tag beginnt
- 1967: Ein and’rer Name
- 1969: Pretty Belinda
- 1970: Klopf dreimal (Knock Three Times)

- Gemeinsame Normdatei: 134526902
- International Standard Name Identifier: 0000 0000 5593 7352
- Library of Congress Control Number: n93031297
- MusicBrainz: c8e8417b-3083-479a-84ef-0763a2b7ed65
- Virtual International Authority File: 79658851